# Michelin

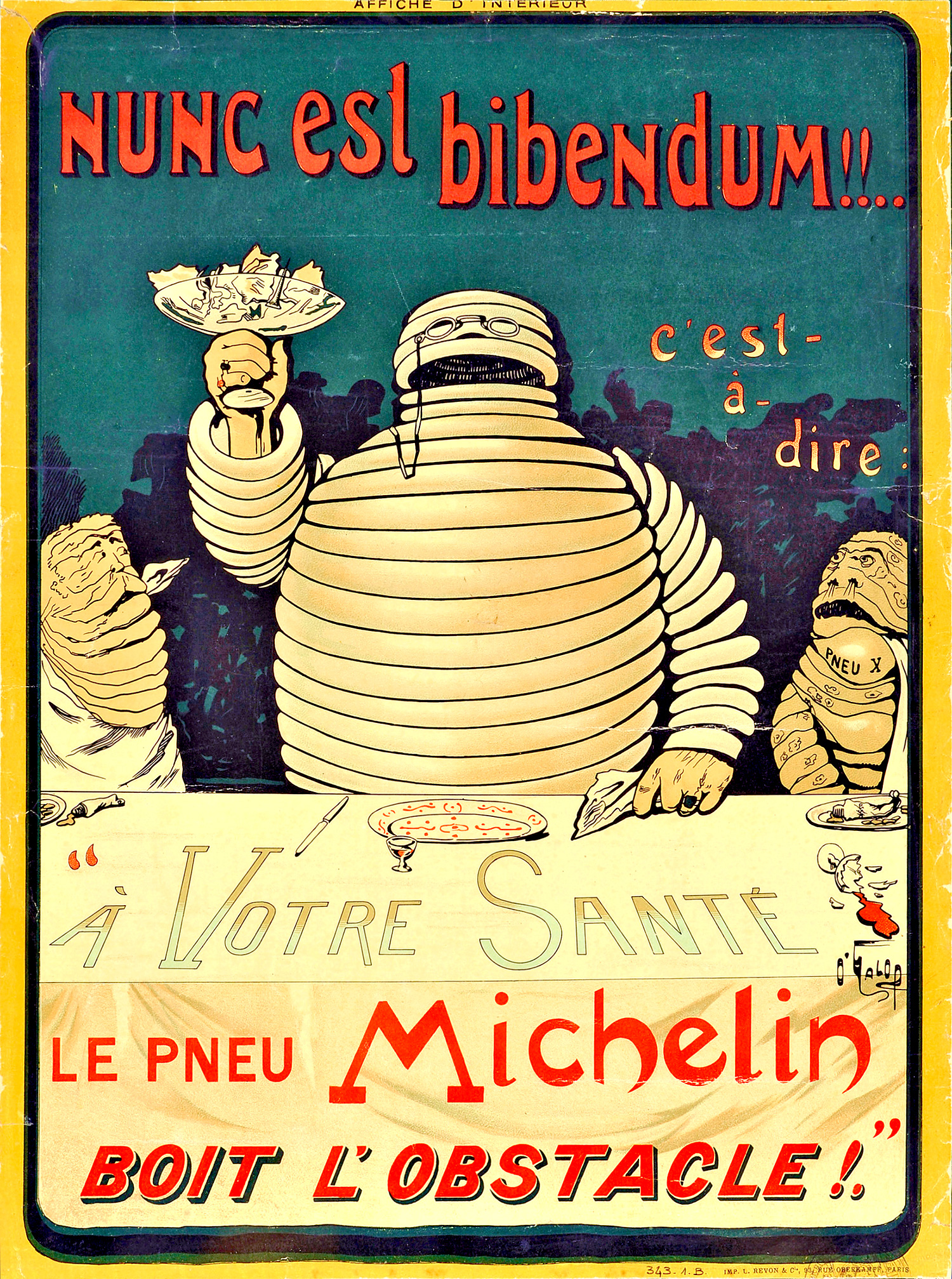
Michelin plakát 1898-ból

A Michelin, teljes nevén Compagnie Générale des Établissements Michelin SCA, a világ egyik legismertebb és legnagyobb gumiabroncs gyártója, amely Clermont-Ferrandban, Franciaországban található. A cég 1889 óta működik, és azóta számos innovációt hozott a gumiiparba. Jelenlegi piaci részesedése alapján a második legnagyobb gumiabroncs gyártó a világon, megelőzve a Goodyear-t és a Continental-t is.
A Michelin hírnevét nem csupán a mérete adja, hanem az általa kifejlesztett számos innováció is. A cég nevéhez fűződik többek között a levehető gumiabroncs, amely forradalmasította az autók karbantartását és javítását. Emellett megalkották a pneurailt, amely egy speciális gumiabroncs metrók számára, valamint a radiális gumiabroncsot is. Ezek az újítások nemcsak az autók teljesítményét növelték, hanem hozzájárultak a közlekedés biztonságához is. A Michelin termékei széles spektrumot ölelnek fel: az űrsiklóktól kezdve a repülőgépeken át egészen az autókig és motorkerékpárokig minden területen jelen vannak. 2012-ben a cég 166 millió gumiabroncsot gyártott 69 gyárában, amelyek 18 különböző országban helyezkednek el.
A Michelin nem csupán a gumiabroncsaikról ismert; népszerűek továbbá utazási útmutatóik is. A Michelin Vörös Útmutatója világszerte elismert éttermeket díjaz Michelin-csillagokkal, amelyek nemcsak az éttermek hírnevét növelik, hanem segítik az utazókat is abban, hogy megtalálják a legjobb gasztronómiai élményeket. Emellett a Zöld Útmutató segít felfedezni különböző turisztikai látnivalókat és útvonalakat. A Michelin Man (Bibendum) is ikonikus figurává vált: ez a gumiabroncsokból készült emberi alak sokak számára szimbolizálja a céget. A karakter nemcsak reklámfiguraként szolgál, hanem egyfajta márkaidentitás is, amely összeköti a vállalat különböző termékeit és szolgáltatásait.
A Michelin jövője szorosan összefonódik a fenntarthatóság kérdésével is. A cég folyamatosan keresi azokat az innovatív megoldásokat, amelyek csökkenthetik környezeti lábnyomukat. Az újrahasznosítható anyagok használata és az energiahatékonyság javítása kulcsszerepet játszik stratégiájukban.

## Története
1889-ben, Clermont-Ferrand városában, Franciaországban két testvér, Édouard Michelin és André Michelin egy mezőgazdasági gépeket forgalmazó vállalkozást vezetett. Azonban egy váratlan esemény megváltoztatta a jövőjüket: egy kerékpáros érkezett a gyárhoz, akinek pneumatikus gumiabroncsa megsérült. Ez az eset nemcsak a Michelin testvérek életét formálta át, hanem a kerékpározás és az autóipar történelmét is.
A kerékpáros gumiabroncsának javítása nem volt egyszerű feladat; a gumiabroncsot ragasztották a felnire, ami miatt több mint három órát kellett dolgozniuk rajta. Miután végre sikerült megjavítani, a gumiabroncsot egy éjszakán át szárítani kellett. A következő napon Édouard Michelin izgatottan vitte ki a felújított kerékpárt a gyár udvarára tesztelni. Sajnos csak néhány száz métert tett meg, amikor a gumiabroncs ismét tönkrement. Bár ez a csalódás nehezen emészthető volt, Édouard lelkesedése nem csökkent. Az élmény arra ösztönözte őt és testvérét, hogy újra gondolják a pneumatikus gumiabroncsok koncepcióját. Céljuk az volt, hogy olyan megoldást találjanak ki, amely nem igényli a ragasztást és egyszerűbbé teszi a használatát.
A Michelin testvérek kitartása meghozta gyümölcsét: 1889. május 28-án megalapították saját vállalatukat, amely hamarosan elnyerte hírnevét innovatív gumiabroncsaival. 1891-ben Édouard Michelin bejegyezte első szabadalmát egy eltávolítható pneumatikus gumiabroncsról. Ez az új technológia lehetővé tette Charles Terront számára, hogy megnyerje a világ első hosszú távú kerékpárversenyét, az 1891-es Paris-Brest-Paris-t. Ez az esemény nem csupán mérföldkő volt a Michelin cég életében, hanem új irányt is adott a kerékpározás fejlődésének. A könnyen szerelhető és biztonságos gumiabroncsok forradalmasították nemcsak a kerékpározást, hanem később az autóipart is.
A 20. század elején a Michelin, mint az egyik legismertebb gumiabroncs-gyártó, jelentős hatással volt a világ gumiellátására, különösen Francia Indokínában. Az 1920-as és 1930-as években a Michelin nagy gumiültetvényeket működtetett Vietnamban, ahol azonban a munkakörülmények kritikussá váltak. A Phú Riềng Đỏ néven ismert munkásmozgalom éppen ezekre a körülményekre válaszul alakult ki, és a francia kormány figyelmét is felkeltette.
A Michelin dominanciája nemcsak gazdasági, hanem társadalmi feszültségeket is szült. A Phú Riềng Đỏ sztrájk 1930-ban történt, amely során a munkások követelték jogaik tiszteletben tartását és jobb munkakörülményeket. Az események következtében Franciaország hivatalos vizsgálatot indított a Michelin által alkalmazott munkafeltételek ellen. Ez a mozgalom nemcsak egy helyi konfliktus volt, hanem része lett egy szélesebb körű harcnak, amely az elnyomott munkavállalók jogaiért folyt.
A Michelin nem csupán a gumiültetvények révén vált ismertté; az innováció terén is úttörő szerepet játszott. 1934-ben bemutatta azt a gumiabroncsot, amely ha defektet kapott, egy speciális habbélésnek köszönhetően továbbra is használható maradt. Ez az új típusú abroncs – ma már run-flat tyre-ként ismert – forradalmasította az autóipart. A Michelin legjelentősebb újítása azonban kétségtelenül az 1946-ban bevezetett radiális gumiabroncs volt, amely kezdetben "X" néven került forgalomba. Ezt az abroncsot olyan autókhoz fejlesztették ki, mint a Citroën Traction Avant és Citroën 2CV. A Michelin ebben az időszakban megvásárolta a csődbe ment Citroënt, ami lehetőséget biztosított számára arra, hogy az új technológiáit közvetlenül az autógyártásba integrálja.
A radiális gumiabroncs előnyei – mint például a jobb kezelhetőség és üzemanyag-hatékonyság – gyorsan elterjedtek Európában és Ázsiában. Az Egyesült Államokban azonban sokáig megmaradtak a régi típusú bias-ply abroncsok, amelyek piaci részesedése 1967-re még mindig 87% volt. Ez rávilágít arra, hogy míg a Michelin innovációi világszerte elismerést nyertek, addig bizonyos piacokon lassabban terjedtek el.
A francia Michelin cég 1966-ban partnerséget kötött a Sears-el, hogy Allstate márkanevű radial gumiabroncsokat gyártson. Ez a lépés nem csupán forradalmasította a gumiabroncsok piacát, hanem hozzájárult ahhoz is, hogy a Michelin az Egyesült Államokban egyre népszerűbbé váljon.
A radiál gumiabroncsok innovatív felépítése számos előnyt kínál a hagyományos gumiabroncsokkal szemben. Az 1968-as Consumer Reports elismerte a radial konstrukció fölényét, ami azonnali hatással volt a versenytársak technológiájára. Az új technológia lehetővé tette a jobb tapadást, hosszabb élettartamot és alacsonyabb üzemanyag-fogyasztást, így nem meglepő, hogy ezek az abroncsok gyorsan terjedni kezdtek. Ezek az előnyök hozzájárultak ahhoz, hogy 1970-re már évi 1 millió Allstate radiál gumiabroncsot értékesítettek az Egyesült Államokban. A Michelin nemcsak hogy sikeresen belépett a piacon, hanem meg is alapozta domináló szerepét.
Az 1968-as év mérföldkőnek számított a Michelin számára; ekkor nyitotta meg első észak-amerikai értékesítési irodáját. Ezzel megkezdődött egy gyors növekedési szakasz, amelynek eredményeként 1989-re a Michelin már 10%-os piaci részesedéssel bírt az amerikai autógyártók által vásárolt OEM gumiabroncsok piacán. Ez a növekedés nem csupán a termék minőségének köszönhető; a Michelin marketingstratégiája és ügyfélkapcsolatai is kulcsszerepet játszottak. A radial gumiabroncsok piaci részesedése folyamatosan nőtt, míg végül elérte a 100%-ot az Egyesült Államokban. Ez azt jelenti, hogy minden újonnan gyártott jármű radiál abroncsokat használt, amely tovább erősítette a Michelin pozícióját.
A Michelin, mint a gumiabroncs-ipar egyik vezető szereplője, folyamatosan innovál és bővíti piaci részesedését. Az elmúlt évtizedek során a vállalat számos jelentős mérföldkövet ért el, amelyek közül kiemelkedik az 1970-es Continental Mark III, amely az első amerikai autó lett, amely gyári radial gumiabroncsokkal került forgalomba. Ez a lépés nemcsak a Michelin számára volt jelentős, hanem az egész autóipar számára is, hiszen megmutatta a radial technológia előnyeit.
1989-ben a Michelin fontos lépést tett, amikor megszerezte a B.F. Goodrich Company és Uniroyal, Inc. gumigyártási ágazatát. Ez a két cég hosszú múltra tekint vissza: a B.F. Goodrich 1870-ben alakult meg, míg az Uniroyal 1892-ben kezdte meg működését az Egyesült Államok Gumiipari Társaságaként. A felvásárlással a Michelin nemcsak bővítette termékportfólióját, hanem megerősítette pozícióját az amerikai piacon is. A Norwoodban található gyártóüzem megszerzése különösen figyelemre méltó volt, mivel ez a gyár biztosította a gumiabroncsokat az Egyesült Államok Űrsikló Programjához is. Ez nemcsak azt mutatta meg, hogy a Michelin mennyire elkötelezett a minőség mellett, hanem azt is, hogy képes innovatív megoldásokkal hozzájárulni olyan nagy horderejű projektekhez, mint az űrkutatás.
A Michelin abroncs gyártó vállalat 2008. szeptember 1-jén visszanyerte a világ legnagyobb abroncsgyártója címet, miután két évig a Bridgestone mögött második helyen végzett. Azóta Michelin nem csupán a méretét, hanem termékeinek sokszínűségét és innovációját is folyamatosan bővíti, hogy megfeleljen a globális piac igényeinek.
A Michelin gyárakat üzemeltet számos országban, többek között Franciaországban, Szerbiában, Lengyelországban, Spanyolországban, Németországban, az Egyesült Államokban, az Egyesült Királyságban, Kanadában, Brazíliában, Thaiföldön, Japánban, Indiában és Olaszországban. Ez a globális jelenlét lehetővé teszi a cég számára, hogy különböző piaci igényeket elégítsen ki és versenyképes maradjon a dinamikusan változó iparban. 2010. január 15-én a Michelin bejelentette az Ota városában található japán gyárának bezárását, amely 380 munkavállalót foglalkoztatott és a Michelin X-Ice abroncsot gyártotta. Az X-Ice termelését Európába, Észak-Amerikába és Ázsiába helyezik át. Ezen változások mellett 2019-ben a Michelin bejelentette németországi és franciaországi gyárainak közelgő bezárását is. Ezek a lépések rávilágítanak arra, hogy a vállalat folyamatosan alkalmazkodik a piaci környezethez.
A Michelin nem csupán saját gyártási kapacitásait optimalizálja; az utóbbi években több jelentős akvizíciót is végrehajtott. 2018 decemberében megvásárolta a Camso-t, amely off-road abroncsokat, pályákat és tartozékokat gyárt mezőgazdasági, anyagkezelési és építőipari piacokra. Ez az akvizíció erősítette Michelin pozícióját ezen specializált szegmensekben. Továbbá 2019. január 22-én bejelentették az indonéz Multistrada Arah Sarana felvásárlását is. A Multistrada híres Achilles Radial és Corsa abroncsairól ismert. 2019 júniusára a Michelin már 99,64%-os részesedéssel rendelkezett Multistrada részvényéből. Ezek az akvizíciók nemcsak új termékportfóliót jelentenek, hanem megerősítik Michelin globális jelenlétét is.

## Motorsport

### MotoGP
A MotoGP története tele van izgalommal, drámával és technológiai újításokkal. Az egyik legmeghatározóbb szereplő ebben a színes világban a Michelin, amely 1972-től 2008-ig volt jelen a versenysorozatban. Az évek során a Michelin forradalmi fejlesztéseket hozott a motoros gumiabroncsok terén, amelyek nemcsak a versenyzők teljesítményét, hanem magát a MotoGP-t is alapjaiban változtatták meg.
A Michelin 1984-ben vezette be a radiális konstrukciót a MotoGP-be, ami forradalmasította a gumiabroncsok gyártását. Ezután 1994-ben megjelentek a több vegyületből készült gumik is, amelyek lehetővé tették a versenyzők számára, hogy jobban alkalmazkodjanak az eltérő pályakörülményekhez. Ezek az újítások nemcsak hogy hozzájárultak a versenyzők sikereihez, hanem meghatározó szerepet játszottak abban is, hogy a Michelin 360 győzelmet könyvelhetett el 36 év alatt. A 90-es évek közepétől kezdve egészen 2006-ig minden világbajnokságot olyan versenyző nyert, aki Michelinnel indult. Ez az időszak nemcsak a Michelin dominálását mutatta, hanem azt is, hogy mennyire fontos szerepet játszik egy jó gumiabroncs a versenysportban.
A MotoGP világában azonban semmi sem állandó. 2007-ben Casey Stoner Bridgestone gumikon nyerte meg a világbajnokságot olyan domináló stílusban, hogy ez hatalmas kritikát váltott ki a Michelin irányába. Valentino Rossi és más neves versenyzők kifejezték elégedetlenségüket a Michelinnel kapcsolatban, sőt Rossi még Bridgestone gumikat is kért az új szezonra. A Dorna figyelmeztetése után végül a Bridgestone beleegyezett abba, hogy biztosítson gumikat számukra. A helyzet tovább romlott 2008-ban, amikor a Michelin hibás döntéseket hozott az abroncsok elosztásával kapcsolatban. Dani Pedrosa csapata középszezonban Bridgestone-ra váltott, ami komoly feszültséget okozott a Honda Racing Corporation és szponzoruk között. Ekkor már sokan kételkedtek abban, hogy Michelinnel induló gyári csapat marad-e egyáltalán 2009-re.
Végül a Dorna és az FIM bejelentette, hogy kontrollgumikat vezetnek be a MotoGP-be 2009-re, amire a Michelin nem adott be pályázatot. Ezzel gyakorlatilag véget ért részvételük a sorozatban 2008 végén. Azonban ez nem jelentette azt, hogy a Michelin végleg kiszállt volna a versenysportból. 2016-ban visszatértek mint hivatalos gumiabroncs-szállító, a Bridgestone távozása után. Ez új lehetőségeket nyitott meg nemcsak számukra, hanem minden versenyző számára is. A Michelin új technológiákkal és fejlesztésekkel érkezett vissza, amelyeket azóta is folyamatosan tökéletesítenek.

### Formula–1
A Formula–1 világa mindig is tele volt innovációkkal és technológiai újításokkal, amelyek nemcsak a versenyautók teljesítményét, hanem magát a sportágat is formálták. Az egyik legjelentősebb változás a Michelin megjelenése volt, amely 1977-ben indította el F1-es kalandját, amikor a Renault elkezdte fejleszteni turbós versenyautóját.
A Michelin első belépése a Formula–1-be új fejezetet nyitott a versenysportban. A radiális gumiabroncsok, amelyek jelentős különbséget mutattak az addigi hagyományos abroncsokhoz képest, lehetővé tették a jobb tapadást és stabilitást. A Brabham és McLaren csapatokkal együtt dolgozva a Michelin sikeresen megnyerte az Formula–1-es Világbajnokságot, ami egyértelműen jelzi, hogy az új technológia mennyire hatékony.
Miután 1984-ben visszavonult a Formula–1-ből, a Michelin 2001-ben tért vissza, hogy újra meghódítsa a versenypályákat. Az olyan csapatok, mint a Williams, Jaguar és Prost választották őket gumiabroncsaik szállítójának. A 2002-es évben a Toyota is csatlakozott az F1-hez Michelin abroncsokkal felszerelve. Az elején ugyan nem voltak versenyképesek, de ez hamarosan megváltozott. A 2005-ös szezonra már domináltak: ennek egyik oka az új szabályozások voltak, amelyek előírták, hogy a gumiknak ki kell bírniuk az egész versenytávot és kvalifikációt is. Ezen kívül csak egy top csapat – a Ferrari – használt Bridgestone abroncsokat, így nekik kellett sok fejlesztési munkát végezniük. Ezzel szemben a Michelin több csapattal dolgozhatott együtt, ami rengeteg tesztelési és versenyadatot eredményezett.
A 2005-ös Amerikai Nagydíj során a Michelin által szállított gumik biztonsági aggályok miatt nem feleltek meg a pálya követelményeinek. Ennek következtében a Michelin által támogatott csapatok – köztük olyan neves alakulatok, mint a McLaren és a Renault – nem indultak el a versenyen. Ez az incidens súlyosan érintette nemcsak a versenyt, hanem a Michelin részvényárfolyamát is, amely 2.5%-os csökkenést mutatott aznap, bár később ez gyorsan helyreállt.
Az esemény utáni napon a Michelin bejelentette, hogy kompenzálni fogja azokat a rajongókat, akik jegyet váltottak az Amerikai Nagydíjra. A vállalat elkötelezte magát amellett, hogy visszatéríti minden jegy árát, és ezen felül 20,000 ingyenes jegyet ajánlott fel a 2006-os versenyre azok számára, akik részt vettek az előző évi eseményen. Ez a lépés nemcsak anyagi kárpótlást jelentett, hanem egyben próbálta helyreállítani a Michelin hírnevét is.
A Michelin és a Nemzetközi Automobil Szövetség (FIA) kapcsolata már 2003 óta feszültté vált. A 2005-ös szezonban azonban ez az ellenségeskedés új szintre lépett. Az FIA tervei között szerepelt egyetlen gyártóra történő átállás 2008-tól kezdődően, amelyet a Michelin hevesen ellenzett. Édouard Michelin vezérigazgató nyíltan megfenyegette az FIA-t, hogy ha ez megvalósul, akkor kivonják magukat a sportból. Max Mosley FIA elnök válaszában ironikusan megjegyezte: "Egyszerű érvek szólnak egyetlen abroncs mellett, és ha [a Michelin főnöke, Édouard Michelin] nincs ezzel tisztában, akkor szinte komikusan nem ismeri a modern Formula–1-et." Ezen kívül a Michelin bírálta azt is, hogy 2006-tól újra engedélyezték a gumik cseréjét a boxkiállások során. Az ilyen döntések hiányzó átláthatóságát és koherenciáját kifogásolta.
2005 decemberében a Michelin bejelentette, hogy nem hosszabbítja meg Formula 1-es részvételét a 2006-os szezon után. Ez a döntés nem csupán a Michelin számára volt jelentős, hanem mély hatással volt magára a sportágra is.
A legutolsó győzelmük 2006 októberében történt a Japán Nagydíjon, ahol Fernando Alonso diadalmaskodott. Michael Schumacher Ferrarija motorjának meghibásodása lehetőséget adott Alonso számára, hogy megszerezze a győzelmet. Ez nem csupán egy versenyt jelentett, hanem Michelinnak egy újabb Constructor's Championship címet is hozott el.
Miután a Michelin bejelentette távozását, a Bridgestone lett az egyedüli gumiabroncs-szállítója a Formula 1-nek egészen 2010 végéig. Ez az időszak több szempontból is meghatározta a versenyeket. A Bridgestone által gyártott abroncsok dominálták az eseményeket, és ezáltal új kihívások elé állították a csapatokat és versenyzőket.

### 24 órás Le Mans
A 24 órás Le Mans, amely 1923 óta vonzza a versenyzőket és a rajongókat egyaránt, a világ egyik legrangosabb autóversenye. Ezen a megmérettetésen nem csupán a sebesség, hanem az állóképesség, a stratégiai tervezés és a technikai precizitás is kulcsszerepet játszik. A Michelin, mint vezető gumiabroncs-szállító, már évtizedek óta jelen van ebben az izgalmas világban.
A francia gumiabroncsgyártó már az első versenyen is részt vett, hiszen az ő abroncsaik segítették győzelemhez az akkor még újdonságnak számító autót. Azóta a Michelin folyamatosan bővítette jelenlétét és szerepét az endurance versenyzésben. A 2009-es versenyen például az 55 induló autóból 41-et Michelin abroncsokkal láttak el, ami jól mutatja a cég dominálását ezen a területen.
A 2016-os évben például olyan neves csapatok számára biztosított gumikat, mint az Audi, Porsche és Toyota LMP1 csapatai, valamint több GTE-Pro/GTLM csapat is. Az ilyen együttműködések nemcsak a versenyzők teljesítményére vannak hatással, hanem elősegítik a technológiai fejlődést is. A Michelin szerepe tovább bővült 2019-től kezdődően, amikor átvette a Continental helyét mint hivatalos gumiabroncs-szállítója az WeatherTech SportsCar Championship-nek. Ez a partnerség magában foglalja nemcsak az IMSA három fő sorozatához való gumiabroncs-szállítást, hanem névadói jogokat is biztosít bizonyos sorozatok számára.

### Rally
A rally autósport világában a gumiabroncsok kiválasztása kulcsfontosságú szerepet játszik a csapatok teljesítményében. A World Rally Championship (WRC) keretein belül a Michelin márka évtizedek óta meghatározó szereplő, amely számos neves gyártó, mint az Audi, Citroën, Ford, Lancia, Mitsubishi, Peugeot, Toyota és Volkswagen gyári csapatait támogatta.
A Michelin 2006-ban és 2007-ben BFGoodrich márkájával képviseltette magát a WRC-ben. Ez az időszak különösen izgalmas volt, hiszen a gumiabroncsok fejlesztései révén jelentős előnyökhöz juthattak a csapatok. Azonban 2008-tól 2010-ig a Michelin távol maradt a sorozattól, amikor Pirelli lett az új hivatalos beszállító. Ez az időszak megmutatta, mennyire fontos egy megbízható gumiabroncs-szállító szerepe a versenyeken.
2011-től kezdődően a Michelin újra jelen volt a WRC-ben, és folytatta az innovatív gumiabroncsaik fejlesztését. Ekkor számos technológiai újítást vezettek be, amelyek nemcsak javították a teljesítményt, hanem hozzájárultak a versenyzők biztonságához is. A Michelin abroncsai képesek voltak alkalmazkodni különböző időjárási körülményekhez és talajviszonyokhoz, ami elengedhetetlen volt a versenyek során. A Michelin által használt fejlett anyagok és tervezési megoldások lehetővé tették számukra, hogy fenntartsák vezető pozíciójukat az iparágban.

## A Michelin legújabb technológiái
A gumiabroncsok világa folyamatosan fejlődik, és a Michelin élen jár az új technológiák fejlesztésében. A közelmúltban bemutatott Pax System, Tweel, X One, Agri és BAZ Technology mellett a Michelin számos más innovatív megoldást is kínál, amelyek forradalmasítják a közlekedést és a járművek teljesítményét.

### A Pax System és a Tweel
Pax System: egy olyan innováció, amely lehetővé teszi, hogy a járművek defekt esetén is biztonságosan közlekedjenek. Ez az önállóan támogató gumiabroncs rendszer különösen hasznos lehet az ipari járművek és a közlekedési eszközök esetében, ahol a megbízhatóság kulcsfontosságú.
A Tweel egy forradalmi alternatívája a hagyományos gumiabroncsoknak. Az abroncs és a kerék egyesítése lehetővé teszi, hogy elkerüljük a levegővesztés problémáját, miközben javítja a tapadást és csökkenti az üzemeltetési költségeket.

### Az X One és az Agri
Az X One technológia különösen fontos szerepet játszik a nehéz teherautók világában. Az alacsonyabb súlyának köszönhetően csökkenti az üzemanyag-fogyasztást és növeli a jármű hatékonyságát.
Ezen kívül az Agri vonal célja, hogy támogassa a mezőgazdasági járműveket egyedi igényeknek megfelelően tervezett abroncsaival.

### BAZ Technology
A BAZ Technology egy olyan megoldás, amely javítja a gépjárművek teljesítményét és megbízhatóságát. Ezzel együtt hozzájárulhatunk egy fenntarthatóbb jövőhöz is, hiszen az ipari alkalmazások során kevesebb erőforrást igényelnek.

### EverGrip és Zero Pressure
A Michelin által kifejlesztett EverGrip Technology egy szabadalmaztatott biztonsági technológia, amely lehetővé teszi, hogy az abroncsok kopásuk során változzanak. Ez nemcsak növeli a tapadást havas vagy nedves utakon, hanem fokozza a vezetés biztonságát is.
A Zero Pressure Technology pedig egy megerősített oldalfalat alkalmaz, amely lehetővé teszi, hogy az autó súlya akkor is támogatva legyen, ha az abroncs levegőt veszít. Ez különösen fontos balesetek elkerülése érdekében.

### Active Wheel
Az Active Wheel technológia forradalmasítja a járművek tervezését. Az in-wheel elektromotorok és motoros felfüggesztések felszabadítják a helyet az autók elején vagy hátulján. Ez nem csak helyet spórol meg, hanem eltünteti a hagyományos rendszerek – például hajtóművek és kipufogórendszerek – szükségességét is.

## Egyéb termékek
A Michelin tevékenységei messze túlmutatnak a gumiabroncsok gyártásán. A cég különféle termékekkel és szolgáltatásokkal bővítette portfólióját, amelyek közé tartoznak a térképek, útikalauzok és digitális térképszolgáltatások is.

### Kiskereskedelmi és elosztási tevékenység
A Michelin világszerte ismert kiterjedt kiskereskedelmi és elosztási tevékenységéről is. Az európai piacon az Euromaster és a Blackcircles márkák alatt működik, míg az Egyesült Államokban a TCI Tire Centers-t üzemelteti. Ezen kívül a Michelin saját e-kereskedelmi boltját is kezeli, a michelinman.com-ot.
Az Euromaster és Blackcircles márkák különböző megközelítéseket kínálnak a gumiabroncsok kereskedelmében. Az Euromaster egy tradicionális kiskereskedelmi lánc, amely széles választékot kínál gumiabroncsokból és szolgáltatásokból az ügyfelek számára.
Ezzel szemben a Blackcircles egy online platform, amely lehetővé teszi a vásárlók számára, hogy egyszerűen rendeljenek gumiabroncsokat, amelyeket helyi szerelőknél szereltethetnek fel. Ez a kombináció biztosítja, hogy a Michelin mind a hagyományos, mind az online vásárlási élményt ki tudja szolgálni.

### A Michelin útmutatók világa
A Michelin név hallatán sokak számára az ínycsiklandó ételek és a prémium éttermek jutnak eszébe. Azonban a Michelin Guide nem csupán a gasztronómiáról szól; ez a híres útmutató már régóta alapvető szerepet játszik a turizmusban is.
A Michelin Guide története 1900-ra nyúlik vissza, amikor a francia gumigyártó, a Michelin testvérek kiadták az első útmutatót az autós utazások megkönnyítésére. Az eredeti cél az volt, hogy ösztönözzék az autós közlekedést, és ezzel növeljék a gumiabroncsaik eladásait. A kiadvány azonban hamarosan átalakult, és ma már két fő sorozatra oszlik: a Vörös Útmutatóra (Red Guide), amely az éttermeket és szállodákat értékeli, valamint a Zöld Útmutatóra (Green Guide), amely a turisztikai látnivalókat mutatja be.
A Vörös Útmutató világszerte ismert arról, hogy rangsorolja az éttermeket csillagokkal. Egy csillag azt jelenti, hogy „nagyon jó étterem”, míg két csillag „kiváló konyhát” jelez, három csillag pedig „különleges élményt” jelent. Ez a rendszer nemcsak az ételek minőségét értékeli, hanem az éttermek hangulatát és szolgáltatásait is figyelembe veszi. A Michelin-csillagok nagy presztízzsel bírnak, és sok séf álma válik valóra egy ilyen elismerés megszerzésével.
A Zöld Útmutató célja, hogy segítsen felfedezni egy adott terület turisztikai látványosságait. Részletes információkat nyújt különböző látnivalókról, kulturális helyszínekről és természeti csodákról. Az útmutatóban megtalálható térképek rendkívül hasznosak lehetnek az utazók számára,

### Térképek
Az egyik legérdekesebb terület a Michelin térképek kiadása, amelyek különösen Franciaországra, de más európai országokra, Afrikára, Thaiföldre és az Egyesült Államokra is kiterjednek. A Michelin térképek nem csupán navigációs eszközök, hanem a történelem részei is, amelyeket számos fontos esemény során használtak.
A Michelin térképeket 1900 óta készítik, és azóta folyamatosan fejlődtek. A második világháború alatt különösen jelentős szerepet játszottak; az angol szövetségesek a D-napon használták őket, hogy navigáljanak a francia partok felé. Érdekes módon, 1940-ben a német hadsereg is reprodukálta az 1938-as Michelin térképeket az inváziójukhoz. Ez jól mutatja, hogy ezek a térképek nem csupán közlekedési segédeszközök voltak, hanem stratégiai fontosságú információforrások is.
A Michelin nemcsak történelmi jelentőséggel bír, hanem a modern technológia világában is aktívan részt vesz. Az utóbbi években a cég e-kereskedelmi platformokat indított el, amelyek lehetővé teszik az érdeklődők számára, hogy közvetlenül vásárolják meg a Michelin térképeit és útikalauzait. Az Egyesült Királyságban elérhető weboldalukon széles választékban találhatók különböző térképek, amelyek a turisták és az autósok igényeit szolgálják ki. Ez az online jelenlét nemcsak megkönnyíti a vásárlást, hanem lehetőséget ad arra is, hogy naprakész információkat kapjunk az útvonalakról és látnivalókról. A digitális térképek mellett papíralapú verziók is elérhetők, amelyek sok utazó számára még mindig vonzóbbak lehetnek.
Bár sokan ma már mobilalkalmazásokat használnak navigációhoz, a hagyományos papíralapú térképeknek továbbra is megvan a maguk helye. A Michelin térképei részletesen mutatják be az útvonalakat és látnivalókat, lehetővé téve az utazók számára, hogy felfedezzék Franciaország gyönyörű tájait vagy más európai országokat. Ráadásul egy jól megtervezett út során gyakran kiderülhet, hogy mennyire fontos egy megbízható térkép – például ha váratlan helyzetek merülnek fel vagy ha lemerül a telefonunk.

### ViaMichelin
A ViaMichelin, a Michelin Csoport leányvállalata, 2001 óta van jelen a digitális térképezés világában, és mára jelentős szereplővé vált.
A ViaMichelin célja, hogy felhasználóbarát térképszolgáltatásokat kínáljon az interneten, mobiltelefonokon és műholdas navigációs rendszereken keresztül. 2008 augusztusára már havonta 400 millió térképet és útvonalat generáltak fő weboldalukon. Az általuk biztosított utcai szintű lefedettség kiterjed Európára, az Egyesült Államokra, Ausztráliára, valamint Ázsia és Dél-Amerika egyes részeire. A ViaMichelin nem csupán térképeket kínál; a szolgáltatások között megtalálhatóak az útvonaltervezők, amelyek segítenek megtalálni a leggyorsabb vagy legolcsóbb utat egy adott célhoz. Emellett információkat nyújtanak a közlekedési viszonyokról és a forgalmi dugókról is, így segítve a felhasználók tájékozódását.

### Michelin Challenge Bibendum
A fenntarthatóság napjaink egyik legfontosabb témája, különösen a közlekedés és mobilitás területén. A Michelin Challenge Bibendum rendezvényt először 1998-ban rendezték meg, azonban a 2017-es újrapozicionálás során a Movin'On nevet kapta. Az esemény célja, hogy összegyűjtse a közlekedési ipar szereplőit – vállalatokat, kutatókat, döntéshozókat és innovátorokat – egy közös platformra, ahol megoszthatják tapasztalataikat és ötleteiket a fenntartható mobilitás területén.
A fenntartható mobilitás nem csupán egy trend; ez egy szükségszerűség. A globális felmelegedés és a légszennyezés hatásai egyre nyilvánvalóbbak, ezért sürgős lépésekre van szükség az emissziók csökkentése érdekében. A Movin'On lehetőséget ad arra, hogy az ipar legjobbjai találkozzanak és együtt dolgozzanak ki olyan megoldásokat, amelyek segíthetnek csökkenteni az autóforgalom környezeti lábnyomát. Az esemény során bemutatott innovációk között szerepelnek elektromos járművek, okos városi megoldások és alternatív üzemanyagok.
A Movin'On programja rendkívül gazdag és változatos. Kerekasztal-beszélgetések, workshopok és panelbeszélgetések keretében szakértők osztják meg tudásukat és tapasztalataikat. Emellett kiállítások révén bemutatják az új technológiákat és innovációkat is. A résztvevők lehetőséget kapnak arra is, hogy kapcsolatokat építsenek ki más szakemberekkel, amelyek hosszú távon hozzájárulhatnak a fenntartható mobilitási megoldások fejlesztéséhez.

## Külső hivatkozások
Hivatalos honlap
ViaMichelin
Michelin: modellautopont.hu
Michelin.hu